# DFB-Pokal der Frauen 2021-2022
La DFB Pokal der Frauen 2021-2022 è stata la quarantaduesima edizione della Coppa di Germania, organizzata dalla federazione calcistica della Germania (Deutscher Fußball-Bund - DFB) e riservata alle squadre femminili che partecipano ai campionati di primo e secondo livello, rispettivamente 12 dalla Frauen-Bundesliga, 13 dalla 2. Frauen-Bundesliga, una selezione di otto squadre provenienti dalla Regionalliga, oltre alle 21 squadre vincitrici della rispettiva coppa regionale. Come per gli undici anni precedenti, la finale si è disputata al RheinEnergieStadion di Colonia.
Il torneo è stato vinto per la nona volta, l'ottava consecutiva, dal Wolfsburg, che in finale ha sconfitto il Turbine Potsdam, alla sua quinta finale dopo le tre Coppe inizialmente conquistate, con il netto risultato di 4-0.

## Squadre partecipanti
La competizione si svolge su sei turni ad eliminazione a gara secca. Sono 54 le squadre qualificate al torneo:
| Frauen-Bundesliga tutte le squadre dell'edizione 2020-2021 | 2. Frauen-Bundesliga 13 delle 18 squadre dell'edizione 2020-2021 | Frauen-Regionalliga Prime e seconde classificate dell'edizione 2020-2021                                              | Rappresentanti regionali 21 club vincitori delle coppe organizzate dai 21 comitati regionali della DFB nella stagione 2020-2021. |
| - Bayer Leverkusen - Bayern Monaco - Eintracht Francoforte - Friburgo - Hoffenheim - Meppen - MSV Duisburg - Sand - SGS Essen - Turbine Potsdam - Werder Brema - Wolfsburg (detentore) | - Andernach - Arminia Bielefeld - Berghofen - Borussia Bocholt - Borussia M'gladbach - Carl Zeiss Jena - Colonia - Gütersloh - Ingolstadt - RB Lipsia - Niederkirchen - Saarbrücken - Würzburger Kickers | - Henstedt-Ulzburg - Hannover 96 - Viktoria Berlino - Siegen - Elversberg - Wormatia Worms - Norimberga - Jahn Calden | - Amburgo - Amburgo - Assia - Lütter - Baden settentrionale - Karlsruhe - Bassa Sassonia - Pfeil Broistedt - Baviera - Germania Ebing - Berlino - Hertha Zehlendorf - Brandeburgo - Babelsberg - Brema - Buntentor - Meclemburgo-Pomerania Anteriore - Rostocker - Renania centrale - Viktoria Waldenrath-Straeten - Renania meridionale - Langenfeld - Renania-Palatinato - Immendorf - Saarland - Riegelsberg - Sassonia - Phoenix Leipzig - Sassonia-Anhalt - Magdeburgo - Schleswig-Holstein - Holstein Kiel - Baden meridionale - Hegauer - Sud ovest - Ober-Olm - Turingia - Lok Meiningen - Vestfalia - Horsthausen - Württemberg - Nürtingen |

## Date
| Fase        | Turno            | Andata               | Ritorno              |
| ----------- | ---------------- | -------------------- | -------------------- |
| Preliminari | 1º turno         | 21-22 agosto 2021    | 21-22 agosto 2021    |
| Preliminari | 2º turno         | 25-26 settembre 2021 | 25-26 settembre 2021 |
| Fase finale | Ottavi di finale | 30-31 ottobre 2021   | 30-31 ottobre 2021   |
| Fase finale | Quarti di finale | 1-2 marzo 2022       | 1-2 marzo 2022       |
| Fase finale | Semifinali       | 17-18 aprile 2022    | 17-18 aprile 2022    |
| Fase finale | Finale           | 28 maggio 2022       | 28 maggio 2022       |

## Secondo turno
| Squadra 1          | Risultato   | Squadra 2             |
| ------------------ | ----------- | --------------------- |
| Amburgo            | 3 – 1 (dts) | Gütersloh             |
| Germania Ebing     | 0 – 10      | Friburgo              |
| Borussia Bocholt   | 0 – 1       | Werder Brema          |
| Hannover 96        | 1 – 5       | Turbine Potsdam       |
| Andernach          | 0 – 1       | Sand                  |
| Elversberg         | 0 – 6       | Bayern Monaco         |
| Hegauer            | 0 – 2       | Carl Zeiss Jena       |
| Babelsberg 74      | 0 – 6       | Siegen                |
| Meppen             | 0 – 1       | SGS Essen             |
| RB Lipsia          | 1 – 4       | Bayer Leverkusen      |
| Arminia Bielefeld  | 0 – 6       | Hoffenheim            |
| Rostocker          | 0 – 7       | Henstedt-Ulzburg      |
| Wormatia Worms     | 0 – 2       | Karlsruhe             |
| Würzburger Kickers | 0 – 3       | Hoffenheim            |
| Norimberga         | 0 – 1       | Eintracht Francoforte |
| MSV Duisburg       | 1 – 3       | Wolfsburg             |

## Ottavi di finale
| Squadra 1        | Risultato       | Squadra 2             |
| ---------------- | --------------- | --------------------- |
| 31 ottobre 2021  |                 |                       |
| Karlsruhe        | 1 – 3           | Carl Zeiss Jena       |
| Bayern Monaco    | 4 – 2           | Eintracht Francoforte |
| Werder Brema     | 0 – 1           | Sand                  |
| Siegen           | 0 – 9           | Henstedt-Ulzburg      |
| Turbine Potsdam  | 2 – 0           | Colonia               |
| Bayer Leverkusen | 2 – 2 (5-4 dtr) | Hoffenheim            |
| Amburgo          | 0 – 1           | SGS Essen             |
| 1º novembre 2021 |                 |                       |
| Friburgo         | 0 – 3           | Wolfsburg             |

## Quarti di finale
| Squadra 1        | Risultato   | Squadra 2        |
| ---------------- | ----------- | ---------------- |
| 28 febbraio 2022 |             |                  |
| Carl Zeiss Jena  | 1 – 9       | Bayern Monaco    |
| 1º marzo 2022    |             |                  |
| SGS Essen        | 1 – 2 (dts) | Bayer Leverkusen |
| 2 marzo 2022     |             |                  |
| Wolfsburg        | 7 – 0       | Sand             |
| Henstedt-Ulzburg | 0 – 7       | Turbine Potsdam  |

## Semifinali
| Squadra 1        | Risultato       | Squadra 2       |
| ---------------- | --------------- | --------------- |
| 17 aprile 2022   |                 |                 |
| Bayern Monaco    | 1 – 3           | Wolfsburg       |
| 18 aprile 2022   |                 |                 |
| Bayer Leverkusen | 1 – 1 (3-4 dtr) | Turbine Potsdam |

## Finale
| Arbitro: | Wacker (Lehrensteinsfeld) |

|                                      |           |  |
| Pajor 11’, 33’ Roord 43’ Janssen 69’ | Marcatori |  |